# 総務省大臣官房
総務省大臣官房（そうむしょうだいじんかんぼう、英語: Minister's Secretariat）は、総務省の内部部局の一つである。総務省の所掌事務に関する総合調整を行う。

## 沿革
- 2007年（平成19年）4月1日 - 管理室企画官を廃止。
- 2008年（平成20年）7月4日 - 官房技術総括審議官を廃止、官房総括審議官を2人から3人に増員。
- 2016年（平成28年）4月1日 - 官房サイバーセキュリティ・情報化審議官を設置[1]、官房審議官を14人から13人に減員。

## 職務
主な職務は下記の通りである。
- 交付税及び譲与税配付金特別会計の経理に関すること。
- 総務省の情報システムの整備及び管理に関すること。
- 国立国会図書館支部総務省図書館に関すること。
- 総務省の所掌事務に関する政策の評価に関すること。
- 公益法人及び公益信託の監督に関する関係行政機関の事務の調整に関すること。
- 独立行政法人平和祈念事業特別基金に関すること。
- 引揚者等に対する特別交付金の支給に関する法律（昭和四十二年法律第百十四号）第三条第一項 の規定による特別交付金に関すること。
- 対日講和条約により日本国籍を失った戦没者遺族等に対する弔慰金等の支給に関する法律（平成十二年法律第百十四号）第九条第四項 に規定する弔慰金等に関すること。
- 旧社団法人日本赤十字社救護看護婦及び旧帝國陸海軍従軍看護婦に対する慰労の事務に関すること。
- 一般戦災死没者（今次の大戦による本邦における空襲その他の災害のため死亡した者をいう。第二十六条第五号において同じ）に対して追悼の意を表す事務に関すること（厚生労働省の所掌に属するものを除く）。
- 国会議事堂等周辺地域及び外国公館等周辺地域の静穏の保持に関する法律（昭和六十三年法律第九十号）第三条第一項の規定による政党事務所周辺地域の指定に関すること。
- 前各号に掲げるもののほか、総務省の所掌事務で他の所掌に属しないものに関すること。

なお、他省の大臣官房と共通する職務については「大臣官房#所掌事務」を、十五年戦争で死没ないし引き揚げた軍属および一般国民に関する職務については「社会・援護局#旧帝國陸海軍および戦争関連で本局が所掌しない事務」および「引き揚げ#引き揚げ事業担当部局の変遷」もそれぞれ参照のこと。旧帝國陸海軍の軍人については基本的に恩給業務管理官職（旧：人事・恩給局）および厚生労働省社会・援護局の所掌となる。

## 組織
- 官房長
- 官房総括審議官（3人）[注 1]
- 官房政策立案総括審議官 （1人）
  - 官房サイバーセキュリティ・情報化審議官（1人）
  - 官房地域力創造審議官（1人）
  - 官房審議官（13人）
    - 官房参事官（9人）
      - 官房企画官（2人）

    - 秘書課 
      - 調査官（3人）

    - 総務課
    - 会計課 
      - 庁舎管理室
      - 厚生企画管理室
      - 企画官（2人）

    - 企画課 
      - 個人番号企画室
      - 情報システム室
      - 企画官（2人）

    - 政策評価広報課 
      - 広報室
      - 企画官（1人）

## 官房長

### 現職
| 代 | 氏名     | 出身省庁 | 前職               | 就任年月日                     |
| -- | -------- | -------- | ------------------ | ------------------------------ |
| 22 | 出口和宏 | 郵政省   | 内閣官房内閣審議官 | 2024年（令和6年）7月5日 - 現職 |

### 過去
| 代 | 氏名       | 出身省庁   | 前職                                                                               | 在任期間                                              | 退任後の役職等                                                                                       |
| -- | ---------- | ---------- | ---------------------------------------------------------------------------------- | ----------------------------------------------------- | --- |
| 1  | 團宏明     | 郵政省     | 郵政大臣官房長                                                                     | 2001年（平成13年）1月6日 - 2002年（平成14年）1月8日   | 郵政企画管理局長                                                                                     |
| 2  | 畠中誠二郎 | 行政管理庁 | 大臣官房総括審議官                                                                 | 2002年（平成14年）1月8日 - 2003年（平成15年）1月17日  | 自治行政局長                                                                                         |
| 3  | 瀧野欣彌   | 自治省     | 自治税務局長                                                                       | 2003年（平成15年）1月17日 - 2004年（平成16年）1月6日  | 自治財政局長                                                                                         |
| 4  | 平井正夫   | 郵政省     | 大臣官房総括審議官                                                                 | 2004年（平成16年）1月6日 - 2005年（平成17年）8月15日  | 総務審議官（郵政・通信担当）                                                                         |
| 5  | 森清       | 郵政省     | 人事・恩給局次長                                                                   | 2005年（平成17年）8月15日 - 2006年（平成18年）7月21日 | 総合通信基盤局長                                                                                     |
| 6  | 荒木慶司   | 自治省     | 大臣官房総括審議官（市町村合併等担当）                                             | 2006年（平成18年）7月21日 - 2007年（平成19年）7月6日  | 消防庁長官                                                                                           |
| 7  | 田中順一   | 行政管理庁 | 大臣官房審議官（行政管理局担当）                                                   | 2007年（平成19年）7月6日 - 2009年（平成21年）7月14日  | 行政評価局長                                                                                         |
| 8  | 大石利雄   | 自治省     | 自治大学校長                                                                       | 2009年（平成21年）7月14日 - 2010年（平成22年）1月15日 | 大臣官房総括審議官（広報、政策企画担当）                                                             |
| 9  | 田中栄一   | 郵政省     | 大臣官房総括審議官（広報、政策企画担当）                                           | 2010年（平成22年）1月15日 - 2010年（平成22年）7月27日 | 情報流通行政局長                                                                                     |
| 10 | 吉良裕臣   | 郵政省     | 情報流通行政局郵政行政部長                                                         | 2010年（平成22年）7月27日 - 2012年（平成24年）9月11日 | 総合通信基盤局長                                                                                     |
| 11 | 門山泰明   | 自治省     | 大臣官房地域力創造審議官                                                           | 2012年（平成24年）9月11日 - 2013年（平成25年）6月28日 | 自治行政局長                                                                                         |
| 12 | 戸塚誠     | 行政管理庁 | 行政管理局長                                                                       | 2013年（平成25年）6月28日 - 2014年（平成26年）7月22日 | 総務審議官（行政制度担当）                                                                           |
| 13 | 福岡徹     | 郵政省     | 情報流通行政局長                                                                   | 2014年（平成26年）7月22日 - 2015年（平成27年）7月31日 | 総合通信基盤局長                                                                                     |
| 14 | 黒田武一郎 | 自治省     | 内閣官房内閣審議官 内閣官房社会保障改革担当室審議官 内閣官房国土強靭化推進室審議官 | 2015年（平成27年）7月31日 - 2016年（平成28年）6月17日 | 自治財政局長                                                                                         |
| 15 | 山田真貴子 | 郵政省     | 情報通信国際戦略局長                                                               | 2016年（平成28年）6月17日 - 2017年（平成29年）7月11日 | 情報流通行政局長                                                                                     |
| 16 | 林﨑理     | 自治省     | 自治税務局長                                                                       | 2017年（平成29年）7月11日 - 2018年（平成30年）8月1日  | 自治財政局長                                                                                         |
| 17 | 武田博之   | 郵政省     | 大臣官房総括審議官（広報、政策企画(主)担当）                                       | 2018年（平成30年）8月1日 - 2019年（令和元年）7月19日  | 内閣官房内閣審議官（内閣官房副長官補付） 命 内閣官房郵政民営化推進室長 併任 郵政民営化委員会事務局長 |
| 18 | 横田真二   | 自治省     | 消防庁次長                                                                         | 2019年（令和元年）7月19日 - 2020年（令和2年）7月20日  | 消防庁長官                                                                                           |
| 19 | 原邦彰     | 自治省     | 内閣官房内閣総務官室内閣総務官                                                     | 2020年（令和2年）7月20日 - 2022年（令和4年）6月28日   | 自治財政局長                                                                                         |
| 20 | 今川拓郎   | 郵政省     | 情報流通行政局郵政行政部長                                                         | 2022年（令和4年）6月28日 - 2023年（令和5年7月7日）    | 総合通信基盤局長                                                                                     |
| 21 | 竹村晃一   | 郵政省     | 総合通信基盤局長                                                                   | 2023年（令和5年）7月7日 - 2024年（令和6年）7月5日     | 国際戦略局長                                                                                         |